# 一酸化窒素供与型COX阻害薬
一酸化窒素供与型COX阻害薬（英: COX-inhibiting nitric oxide donators、CINODs）はNO-NSAIDsとも呼ばれる非ステロイド性抗炎症薬（NSAIDs）の一群で、NSAIDsの安全性向上を目標に開発されている医薬品である。
CINODは既存のNSAID分子に一酸化窒素（NO）供与基を結合した化合物であり、通常両者はエステル結合で結ばれる。CINODsはシクロオキシゲナーゼ（COX）阻害に基づくNSAIDsの抗炎症作用を維持する一方で、一酸化窒素に基づく血管拡張作用、白血球接着阻害作用、カスパーゼ阻害作用により消化器系および血管系の副作用を軽減している。
最初のCINODは1990年代に開発され始めたが、上市された化合物はない。COX-2選択的NSAIDsであるロフェコキシブやルミラコキシブが2000年代中盤に血管系の副作用で市場から撤退した事でCINODsの重要性は高まっている。さらに、既存のNSAIDsは血圧を上昇させ、高血圧治療薬の作用に拮抗する。CINODsのいくつかは治験の段階にある。その内ではナプロキシノド（NO-ナプロキセン）が最も先行していたが、2010年に米国FDAがさらなる臨床試験の必要性を指摘し不承認を決定した。他のCINODsも炎症関連疾患の治療薬として開発中である。